# Preben Elkjær Larsen
Preben Elkjær Larsen (Copenaghen, 11 settembre 1957) è un ex calciatore e allenatore di calcio danese, di ruolo attaccante.
Soprannominato Il Sindaco, Cavallo Pazzo, o anche Il pazzo di Lokeren, è considerato uno dei più forti attaccanti danesi della storia del calcio. Candidato per cinque volte al Pallone d'oro, nell'edizione del 1985 arrivò secondo dietro al solo Michel Platini mentre l'anno precedente si classificò terzo dietro ai francesi Platini e Tigana.
Nel 1984 è stato eletto giocatore danese dell'anno e dopo il ritiro è entrato a far parte della Hall of fame del calcio danese.

## Biografia
Si è sposato nel 1979 con Nicole, e dal suo matrimonio ha avuto un figlio, nato a Verona nel 1987.
Il 17 maggio 2018, il Consiglio Comunale di Verona ha approvato all'unanimità, su proposta del Consigliere Andrea Bacciga, il conferimento della cittadinanza onoraria a Elkjær.

## Caratteristiche tecniche
Elkjaer era un attaccante molto potente e scattante, difficile da fermare nelle progressioni palla al piede in area avversaria. Era inoltre particolarmente efficace nel dribbling grazie a un cambio di passo che è stato definito devastante. Gianni Brera lo definì bufalino, incrociatore e sfondatore impetuoso per la sua potenza.
Come molti suoi colleghi connazionali della sua epoca, non aveva il senso della disciplina né prendeva con serietà l'impegno calcistico, preferendo darsi agli eccessi notturni; trasse giovamento dall'arrivo nel 1979 sulla panchina della Danimarca del tedesco Sepp Piontek, la cui rigidità spronò i calciatori danesi a una maggiore professionalità. Elkjaer era un tale fumatore al punto da dover accendersi una sigaretta durante l'intervallo delle partite (cosa che lui smentisce dicendo di fumare prima e dopo ma mai durante le partite).

## Carriera

### Giocatore

#### Club

Elkjær (a sinistra) in maglia veronese nel 1985, alle prese con il milanista Franco Baresi.

Iniziò la sua carriera nel Vanløse, dove restò una sola stagione giocando 15 partite e segnando 7 gol. Si trasferì poi in Germania al Colonia. Col Colonia vinse Bundesliga e coppa di Germania, ma non venne utilizzato con continuità e scese in campo solo nove volte, segnando un gol.
Dopo un anno si accasò alla squadra belga del Lokeren dove giocò per cinque stagioni. Qui visse uno dei migliori periodi della sua carriera, raccogliendo, in campionato, 190 presenze segnando 98 gol e dove gli diedero il soprannome Den Gale Mand fra Lokeren (Il pazzo da Lokeren).
(Preben Elkjær Larsen)
Nel 1984 approdò in Italia, acquistato dal Verona per 2,5 miliardi di lire. Diventò subito un idolo della tifoseria gialloblu che lo acclama tutt'oggi con il coro «Elkjaer sindaco». Nella stagione 1984-1985 contribuì alla conquista dello storico scudetto veronese segnando, il 12 maggio 1985, il gol decisivo nella partita Atalanta-Verona (1-1); il 14 ottobre 1984, nella quinta giornata del campionato vinto dai gialloblù, aveva inoltre siglato un gol senza scarpa alla Juventus, che gli valse il nomignolo di Cenerentolo.
Nelle quattro annate col club scaligero non raggiunse la doppia cifra di gol a torneo, ma non scese mai sotto le sette reti. Disputò inoltre 4 partite in Coppa dei Campioni segnando 4 gol (dei 5 complessivi segnati dal Verona in questa competizione), e 7 match in Coppa UEFA realizzando 5 reti.
Nel 1988 fece ritorno in patria, al Vejle Boldklub, dove disputò altre due stagioni segnando dodici reti prima di chiudere la carriera.

#### Nazionale

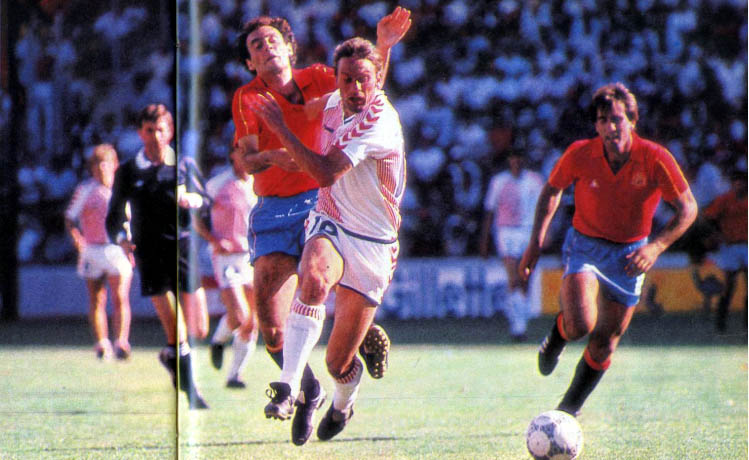
Elkjær in maglia danese al

Ha fatto parte per undici anni della nazionale danese.
Ha partecipato alla fase finale del campionato del mondo 1986 in Messico, uscendo agli ottavi: segnò 4 gol in 4 partite, e venne premiato con il pallone di bronzo di quella edizione, dietro Diego Armando Maradona e Harald Schumacher, nonché inserito nella formazione ideale del mondiale nel ruolo di attaccante, insieme a Emilio Butragueño e Gary Lineker.
Partecipò anche a due edizioni del campionato europeo di calcio: a Francia 1984, arrivando sino alla semifinale, e Germania Ovest 1988, dove invece vi fu l'eliminazione nella fase a gironi.

### Dopo il ritiro
Chiusa la carriere da giocatore, ebbe una parentesi come allenatore del Silkeborg Idrætsforening nella stagione 1995-1996, interrotta per intraprendere il ruolo di direttore della rete televisiva danese TVS. Da allora svolge la professione di commentatore televisivo.

## Statistiche

### Presenze e reti nei club
| Stagione             | Squadra              | Campionato           | Campionato | Campionato | Coppe nazionali | Coppe nazionali | Coppe nazionali | Coppe continentali | Coppe continentali | Coppe continentali | Altre coppe | Altre coppe | Altre coppe | Totale | Totale |
| Stagione             | Squadra              | Comp                 | Pres       | Reti       | Comp            | Pres            | Reti            | Comp               | Pres               | Reti               | Comp        | Pres        | Reti        | Pres   | Reti   |
| -------------------- | -------------------- | -------------------- | ---------- | ---------- | --------------- | --------------- | --------------- | ------------------ | ------------------ | ------------------ | ----------- | ----------- | ----------- | ------ | ------ |
| 1976                 | Vanløse              | 1D                   | 15         | 7          | CD              | ?               | ?               | -                  | -                  | -                  | -           | -           | -           | 15     | 7      |
| 1977-1978            | Colonia              | BL                   | 9          | 1          | CG              | 1               | 0               | CU                 | 4                  | 4                  | -           | -           | -           | 14     | 5      |
| 1978-1979            | Lokeren              | D1                   | 33         | 13         | CB              | 5               | 2               | -                  | -                  | -                  | -           | -           | -           | 38     | 15     |
| 1979-1980            | Lokeren              | D1                   | 32         | 21         | CB              | 1               | 0               | -                  | -                  | -                  | -           | -           | -           | 33     | 21     |
| 1980-1981            | Lokeren              | D1                   | 33         | 22         | CB              | 6               | 3               | CU                 | 7                  | 2                  | -           | -           | -           | 46     | 27     |
| 1981-1982            | Lokeren              | D1                   | 31         | 17         | CB              | 3               | 0               | CU                 | 6                  | 2                  | -           | -           | -           | 40     | 19     |
| 1982-1983            | Lokeren              | D1                   | 29         | 11         | CB              | 3               | 0               | CU                 | 4                  | 0                  | -           | -           | -           | 36     | 11     |
| 1983-1984            | Lokeren              | D1                   | 32         | 14         | CB              | 3               | 2               | -                  | -                  | -                  | -           | -           | -           | 35     | 16     |
| Totale Lokeren       | Totale Lokeren       | Totale Lokeren       | 190        | 98         |                 | 25              | 7               |                    | 17                 | 4                  |             |             |             | 232    | 109    |
| 1984-1985            | Hellas Verona        | A                    | 23         | 8          | CI              | 9               | 5               | -                  | -                  | -                  | -           | -           | -           | 32     | 13     |
| 1985-1986            | Hellas Verona        | A                    | 21         | 9          | CI              | 5               | 1               | CC                 | 4                  | 4                  | -           | -           | -           | 30     | 14     |
| 1986-1987            | Hellas Verona        | A                    | 22         | 8          | CI              | 7               | 0               | -                  | -                  | -                  | -           | -           | -           | 29     | 8      |
| 1987-1988            | Hellas Verona        | A                    | 25         | 7          | CI              | 7               | 1               | CU                 | 7                  | 5                  | -           | -           | -           | 39     | 13     |
| Totale Hellas Verona | Totale Hellas Verona | Totale Hellas Verona | 91         | 32         |                 | 28              | 7               |                    | 11                 | 9                  |             |             |             | 130    | 48     |
| 1989                 | Vejle                | 1D                   | 25         | 6          | CD              | ?               | ?               | -                  | -                  | -                  | -           | -           | -           | 25     | 6      |
| 1990                 | Vejle                | 1D                   | 20         | 6          | CD              | ?               | ?               | CU+Int             | 2+1                | 0+0                | -           | -           | -           | 23     | 6      |
| Totale Vejle         | Totale Vejle         | Totale Vejle         | 45         | 12         |                 |                 |                 |                    | 3                  | 0                  |             |             |             | 48     | 12     |
| Totale carriera      | Totale carriera      | Totale carriera      | 350        | 150        |                 | 53              | 14              |                    | 35                 | 17                 |             |             |             | 439    | 181    |

### Cronologia presenze e reti in nazionale
| Cronologia completa delle presenze e delle reti in nazionale ― Danimarca | Cronologia completa delle presenze e delle reti in nazionale ― Danimarca | Cronologia completa delle presenze e delle reti in nazionale ― Danimarca | Cronologia completa delle presenze e delle reti in nazionale ― Danimarca | Cronologia completa delle presenze e delle reti in nazionale ― Danimarca | Cronologia completa delle presenze e delle reti in nazionale ― Danimarca | Cronologia completa delle presenze e delle reti in nazionale ― Danimarca | Cronologia completa delle presenze e delle reti in nazionale ― Danimarca |
| Data                                                                     | Città                                                                    | In casa                                                                  | Risultato                                                                | Ospiti                                                                   | Competizione                                                             | Reti                                                                     | Note                                                                     |
| ------------------------------------------------------------------------ | ------------------------------------------------------------------------ | ------------------------------------------------------------------------ | ------------------------------------------------------------------------ | ------------------------------------------------------------------------ | ------------------------------------------------------------------------ | ------------------------------------------------------------------------ | ------------------------------------------------------------------------ |
| 22-6-1977                                                                | Helsinki                                                                 | Finlandia                                                                | 1 – 2                                                                    | Danimarca                                                                | Amichevole                                                               | 2                                                                        |                                                                          |
| 31-5-1978                                                                | Oslo                                                                     | Norvegia                                                                 | 1 – 2                                                                    | Danimarca                                                                | Amichevole                                                               | 1                                                                        |                                                                          |
| 28-6-1978                                                                | Reykjavík                                                                | Islanda                                                                  | 0 – 0                                                                    | Danimarca                                                                | Amichevole                                                               | -                                                                        |                                                                          |
| 2-5-1979                                                                 | Dublino                                                                  | Irlanda                                                                  | 2 – 0                                                                    | Danimarca                                                                | Qual. Euro 1980                                                          | -                                                                        |                                                                          |
| 9-5-1979                                                                 | Copenaghen                                                               | Danimarca                                                                | 2 – 2                                                                    | Svezia                                                                   | Amichevole                                                               | -                                                                        |                                                                          |
| 6-6-1979                                                                 | Copenaghen                                                               | Danimarca                                                                | 4 – 0                                                                    | Irlanda del Nord                                                         | Qual. Euro 1980                                                          | 3                                                                        |                                                                          |
| 12-9-1979                                                                | Londra                                                                   | Inghilterra                                                              | 1 – 0                                                                    | Danimarca                                                                | Qual. Euro 1980                                                          | -                                                                        |                                                                          |
| 26-9-1979                                                                | Copenaghen                                                               | Danimarca                                                                | 1 – 0                                                                    | Finlandia                                                                | Amichevole                                                               | 1                                                                        |                                                                          |
| 14-11-1979                                                               | Cadice                                                                   | Spagna                                                                   | 1 – 3                                                                    | Danimarca                                                                | Amichevole                                                               | 2                                                                        |                                                                          |
| 7-5-1980                                                                 | Göteborg                                                                 | Svezia                                                                   | 0 – 1                                                                    | Danimarca                                                                | Amichevole                                                               | -                                                                        |                                                                          |
| 4-6-1980                                                                 | Aalborg                                                                  | Danimarca                                                                | 3 – 1                                                                    | Norvegia                                                                 | Amichevole                                                               | 1                                                                        |                                                                          |
| 27-9-1980                                                                | Lubiana                                                                  | Jugoslavia                                                               | 2 – 1                                                                    | Danimarca                                                                | Qual. Mondiali 1982                                                      | -                                                                        |                                                                          |
| 15-10-1980                                                               | Copenaghen                                                               | Danimarca                                                                | 0 – 1                                                                    | Grecia                                                                   | Qual. Mondiali 1982                                                      | -                                                                        |                                                                          |
| 1-11-1980                                                                | Roma                                                                     | Italia                                                                   | 2 – 0                                                                    | Danimarca                                                                | Qual. Mondiali 1982                                                      | -                                                                        |                                                                          |
| 19-11-1980                                                               | Copenaghen                                                               | Danimarca                                                                | 4 – 0                                                                    | Lussemburgo                                                              | Qual. Mondiali 1982                                                      | 1                                                                        |                                                                          |
| 15-4-1981                                                                | Copenaghen                                                               | Danimarca                                                                | 2 – 1                                                                    | Romania                                                                  | Amichevole                                                               | -                                                                        |                                                                          |
| 1-5-1981                                                                 | Lussemburgo                                                              | Lussemburgo                                                              | 1 – 2                                                                    | Danimarca                                                                | Qual. Mondiali 1982                                                      | 1                                                                        |                                                                          |
| 14-5-1981                                                                | Malmö                                                                    | Svezia                                                                   | 1 – 2                                                                    | Danimarca                                                                | Amichevole                                                               | 1                                                                        |                                                                          |
| 3-6-1981                                                                 | Copenaghen                                                               | Danimarca                                                                | 3 – 1                                                                    | Italia                                                                   | Qual. Mondiali 1982                                                      | -                                                                        |                                                                          |
| 9-9-1981                                                                 | Copenaghen                                                               | Danimarca                                                                | 1 – 2                                                                    | Jugoslavia                                                               | Qual. Mondiali 1982                                                      | 1                                                                        |                                                                          |
| 23-9-1981                                                                | Brøndby                                                                  | Danimarca                                                                | 2 – 1                                                                    | Norvegia                                                                 | Amichevole                                                               | 1                                                                        |                                                                          |
| 14-10-1981                                                               | Salonicco                                                                | Grecia                                                                   | 2 – 3                                                                    | Danimarca                                                                | Qual. Mondiali 1982                                                      | 1                                                                        |                                                                          |
| 5-5-1982                                                                 | Copenaghen                                                               | Danimarca                                                                | 1 – 1                                                                    | Svezia                                                                   | Amichevole                                                               | -                                                                        |                                                                          |
| 19-5-1982                                                                | Vienna                                                                   | Austria                                                                  | 1 – 0                                                                    | Danimarca                                                                | Amichevole                                                               | -                                                                        |                                                                          |
| 27-5-1982                                                                | Copenaghen                                                               | Danimarca                                                                | 1 – 0                                                                    | Belgio                                                                   | Amichevole                                                               | 1                                                                        |                                                                          |
| 22-9-1982                                                                | Birmingham                                                               | Inghilterra                                                              | 2 – 2                                                                    | Danimarca                                                                | Amichevole                                                               | -                                                                        |                                                                          |
| 10-11-1982                                                               | Lussemburgo                                                              | Lussemburgo                                                              | 1 – 2                                                                    | Danimarca                                                                | Qual. Euro 1984                                                          | -                                                                        |                                                                          |
| 27-4-1983                                                                | Copenaghen                                                               | Danimarca                                                                | 1 – 0                                                                    | Grecia                                                                   | Qual. Euro 1984                                                          | -                                                                        |                                                                          |
| 1-6-1983                                                                 | Copenaghen                                                               | Danimarca                                                                | 3 – 1                                                                    | Ungheria                                                                 | Qual. Euro 1984                                                          | -                                                                        |                                                                          |
| 21-9-1983                                                                | Londra                                                                   | Inghilterra                                                              | 0 – 1                                                                    | Danimarca                                                                | Qual. Euro 1984                                                          | -                                                                        |                                                                          |
| 12-10-1983                                                               | Copenaghen                                                               | Danimarca                                                                | 6 – 0                                                                    | Lussemburgo                                                              | Qual. Euro 1984                                                          | 2                                                                        |                                                                          |
| 26-10-1983                                                               | Budapest                                                                 | Ungheria                                                                 | 1 – 0                                                                    | Danimarca                                                                | Qual. Euro 1984                                                          | -                                                                        |                                                                          |
| 16-11-1983                                                               | Atene                                                                    | Grecia                                                                   | 0 – 2                                                                    | Danimarca                                                                | Qual. Euro 1984                                                          | 1                                                                        |                                                                          |
| 14-3-1984                                                                | Rotterdam                                                                | Paesi Bassi                                                              | 6 – 0                                                                    | Danimarca                                                                | Amichevole                                                               | -                                                                        |                                                                          |
| 11-4-1984                                                                | Valencia                                                                 | Spagna                                                                   | 2 – 1                                                                    | Danimarca                                                                | Amichevole                                                               | -                                                                        |                                                                          |
| 16-5-1984                                                                | Praga                                                                    | Cecoslovacchia                                                           | 1 – 0                                                                    | Danimarca                                                                | Amichevole                                                               | -                                                                        |                                                                          |
| 6-6-1984                                                                 | Stettino                                                                 | Svezia                                                                   | 0 – 1                                                                    | Danimarca                                                                | Amichevole                                                               | 1                                                                        |                                                                          |
| 8-6-1984                                                                 | Copenaghen                                                               | Danimarca                                                                | 1 – 1                                                                    | Bulgaria                                                                 | Amichevole                                                               | -                                                                        |                                                                          |
| 12-6-1984                                                                | Parigi                                                                   | Francia                                                                  | 1 – 0                                                                    | Danimarca                                                                | Euro 1984 - 1º turno                                                     | -                                                                        |                                                                          |
| 16-6-1984                                                                | Lione                                                                    | Danimarca                                                                | 5 – 0                                                                    | Jugoslavia                                                               | Euro 1984 - 1º turno                                                     | 1                                                                        |                                                                          |
| 19-6-1984                                                                | Strasburgo                                                               | Danimarca                                                                | 3 – 2                                                                    | Belgio                                                                   | Euro 1984 - 1º turno                                                     | 1                                                                        |                                                                          |
| 24-6-1984                                                                | Montpellier                                                              | Spagna                                                                   | 1 – 1 dts (5 – 4 dtr)                                                    | Danimarca                                                                | Euro 1984 - Semifinale                                                   | -                                                                        |                                                                          |
| 12-9-1984                                                                | Copenaghen                                                               | Danimarca                                                                | 3 – 1                                                                    | Austria                                                                  | Amichevole                                                               | -                                                                        | cap.                                                                     |
| 26-9-1984                                                                | Copenaghen                                                               | Danimarca                                                                | 1 – 0                                                                    | Norvegia                                                                 | Qual. Mondiali 1986                                                      | 1                                                                        |                                                                          |
| 17-10-1984                                                               | Lucerna                                                                  | Svizzera                                                                 | 1 – 0                                                                    | Danimarca                                                                | Qual. Mondiali 1986                                                      | -                                                                        |                                                                          |
| 14-11-1984                                                               | Copenaghen                                                               | Danimarca                                                                | 3 – 0                                                                    | Irlanda                                                                  | Qual. Mondiali 1986                                                      | 2                                                                        |                                                                          |
| 8-5-1985                                                                 | Copenaghen                                                               | Danimarca                                                                | 4 – 1                                                                    | Germania Est                                                             | Amichevole                                                               | -                                                                        |                                                                          |
| 5-6-1985                                                                 | Copenaghen                                                               | Danimarca                                                                | 4 – 2                                                                    | Unione Sovietica                                                         | Qual. Mondiali 1986                                                      | 2                                                                        |                                                                          |
| 11-9-1985                                                                | Copenaghen                                                               | Danimarca                                                                | 0 – 3                                                                    | Svezia                                                                   | Amichevole                                                               | -                                                                        |                                                                          |
| 25-9-1985                                                                | San Pietroburgo                                                          | Unione Sovietica                                                         | 1 – 0                                                                    | Danimarca                                                                | Qual. Mondiali 1986                                                      | -                                                                        |                                                                          |
| 9-10-1985                                                                | Copenaghen                                                               | Danimarca                                                                | 0 – 0                                                                    | Svizzera                                                                 | Qual. Mondiali 1986                                                      | -                                                                        |                                                                          |
| 16-10-1985                                                               | Oslo                                                                     | Norvegia                                                                 | 1 – 5                                                                    | Danimarca                                                                | Qual. Mondiali 1986                                                      | 1                                                                        |                                                                          |
| 13-11-1985                                                               | Dublino                                                                  | Irlanda                                                                  | 1 – 4                                                                    | Danimarca                                                                | Qual. Mondiali 1986                                                      | 2                                                                        |                                                                          |
| 9-4-1986                                                                 | Sofia                                                                    | Bulgaria                                                                 | 3 – 0                                                                    | Danimarca                                                                | Amichevole                                                               | -                                                                        |                                                                          |
| 13-5-1986                                                                | Oslo                                                                     | Norvegia                                                                 | 1 – 0                                                                    | Danimarca                                                                | Amichevole                                                               | -                                                                        |                                                                          |
| 16-5-1986                                                                | Copenaghen                                                               | Danimarca                                                                | 1 – 0                                                                    | Polonia                                                                  | Amichevole                                                               | 1                                                                        |                                                                          |
| 4-6-1986                                                                 | Nezahualcóyotl                                                           | Danimarca                                                                | 1 – 0                                                                    | Scozia                                                                   | Mondiali 1986 - 1º turno                                                 | 1                                                                        |                                                                          |
| 8-6-1986                                                                 | Nezahualcóyotl                                                           | Danimarca                                                                | 6 – 1                                                                    | Uruguay                                                                  | Mondiali 1986 - 1º turno                                                 | 3                                                                        |                                                                          |
| 13-6-1986                                                                | Santiago de Querétaro                                                    | Germania Ovest                                                           | 0 – 2                                                                    | Danimarca                                                                | Mondiali 1986 - 1º turno                                                 | -                                                                        |                                                                          |
| 18-6-1986                                                                | Santiago de Querétaro                                                    | Danimarca                                                                | 1 – 5                                                                    | Spagna                                                                   | Mondiali 1986 - Ottavi di finale                                         | -                                                                        |                                                                          |
| 24-9-1986                                                                | Copenaghen                                                               | Danimarca                                                                | 0 – 2                                                                    | Germania Ovest                                                           | Amichevole                                                               | -                                                                        |                                                                          |
| 12-11-1986                                                               | Bratislava                                                               | Cecoslovacchia                                                           | 0 – 0                                                                    | Danimarca                                                                | Qual. Euro 1988                                                          | -                                                                        |                                                                          |
| 3-6-1987                                                                 | Copenaghen                                                               | Danimarca                                                                | 1 – 1                                                                    | Cecoslovacchia                                                           | Qual. Euro 1988                                                          | -                                                                        |                                                                          |
| 9-6-1987                                                                 | Cardiff                                                                  | Galles                                                                   | 1 – 0                                                                    | Danimarca                                                                | Qual. Euro 1988                                                          | -                                                                        |                                                                          |
| 23-9-1987                                                                | Stoccarda                                                                | Germania Ovest                                                           | 1 – 0                                                                    | Danimarca                                                                | Amichevole                                                               | -                                                                        |                                                                          |
| 14-10-1987                                                               | Copenaghen                                                               | Danimarca                                                                | 1 – 0                                                                    | Galles                                                                   | Qual. Euro 1988                                                          | 1                                                                        |                                                                          |
| 1-6-1988                                                                 | Aarhus                                                                   | Danimarca                                                                | 0 – 1                                                                    | Cecoslovacchia                                                           | Amichevole                                                               | -                                                                        |                                                                          |
| 11-6-1988                                                                | Hannover                                                                 | Spagna                                                                   | 3 – 2                                                                    | Danimarca                                                                | Euro 1988 - 1º turno                                                     | -                                                                        |                                                                          |
| 14-6-1988                                                                | Gelsenkirchen                                                            | Germania Ovest                                                           | 2 – 0                                                                    | Danimarca                                                                | Euro 1988 - 1º turno                                                     | -                                                                        |                                                                          |
| Totale                                                                   |                                                                          | Presenze                                                                 | 69                                                                       |                                                                          | Reti (6º posto)                                                          | 38                                                                       |                                                                          |

## Palmarès

### Giocatore

#### Club
- Coppa di Germania: 1

Colonia: 1976-1977
- Campionato tedesco: 1

Colonia: 1977-1978
- Campionato italiano: 1

Verona: 1984-1985

#### Individuale
- Calciatore danese dell'anno: 1

1984
- Onze de bronze: 1

1984
- Onze d'argent: 1

1985

### Allenatore
- Coppa Intertoto UEFA: 1

Silkeborg: 1996